# Буркит-би
Буркит-би («Танец орла») — казахский народный танец. Музыкальный размер 4/4. Темп умеренный. Исполняется в сопровождении ударных инструментов (дабыла). Широко распространен среди казахов, проживающих в Монголии. Характерные движения танца — акцентированные удары носком с раздельным опусканием пятки, резкие повороты головы, отрывистое вытягивание шеи вперед и втягивание к себе. Руки ритмично поднимаются и опускаются, имитируя взмахи крыльев орла.